# Gymnostreptus goyanus
Gymnostreptus goyanus är en mångfotingart som först beskrevs av Christoph D. Schubart 1950.  Gymnostreptus goyanus ingår i släktet Gymnostreptus och familjen Spirostreptidae. Inga underarter finns listade i Catalogue of Life.